# De situ orbis d'Albi
Vous lisez un « bon article » labellisé en 2016.
Le De situ orbis conservé à la bibliothèque d'Albi (Ms. 77) est un manuscrit enluminé de la Géographie de Strabon, d'origine italienne, daté de 1459.
Traduit du grec ancien en latin par Guarino de Vérone sur commande du général vénitien Jacopo Antonio Marcello, ce texte de Strabon a été offert à René d'Anjou, comme cadeau diplomatique le 13 septembre 1459. Il fait partie d'un ensemble de livres envoyés par le militaire italien au prince français, tous deux bibliophiles et passionnés de culture antique. Le manuscrit de prestige est écrit sans doute à Padoue dans le style humaniste et doté de remarquables lettrines à facette inspirées de l'Antiquité. Il est surtout décoré de deux miniatures, conçues comme de véritables petits tableaux et représentant le traducteur, le commanditaire et le destinataire de l'ouvrage. Bien qu'ayant fait l'objet de nombreuses attributions par les historiens de l'art, elles sont généralement données de nos jours au peintre Giovanni Bellini. Elles ont contribué à importer en France le style de la Renaissance italienne, particulièrement dans les nombreux manuscrits enluminés du roi René. Le manuscrit arrive sans doute à Albi dès la fin du XVe siècle ou au début du siècle suivant dans les collections de la bibliothèque de la cathédrale de la ville.

## Historique du manuscrit

### Traduction et fabrication

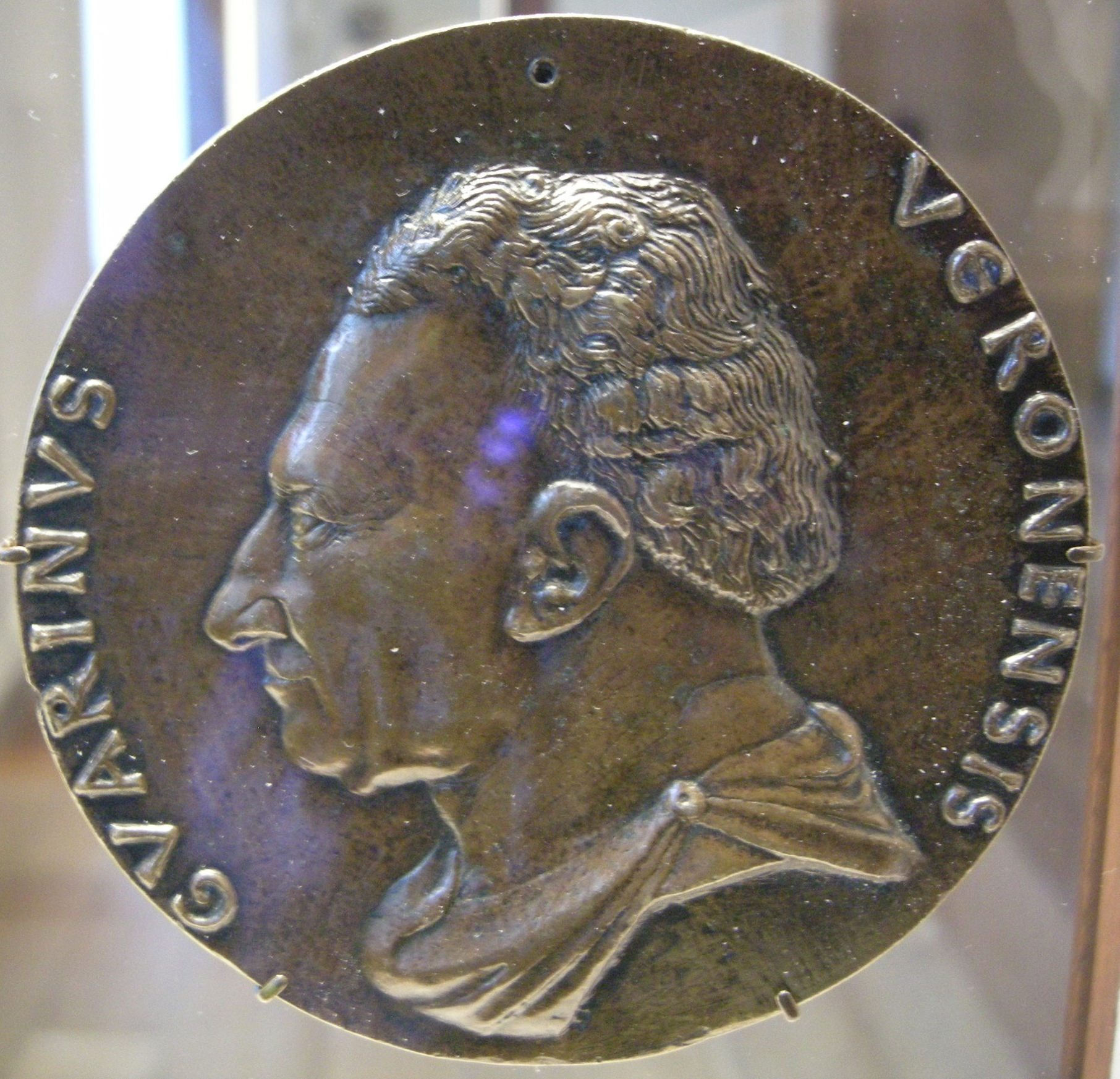
Médaille de Matteo de' Pasti, représentant Guarino de Vérone traducteur de l'ouvrage. Vers 1446, National Gallery of Art.

Guarino de Vérone (1370-1460), un humaniste italien installé alors à Ferrare, réalise, à la demande du pape Nicolas V, la traduction de la Géographie de l'auteur grec antique Strabon en latin. C'est ce qu'indique la dédicace du présent manuscrit. En réalité, le pape fait appel conjointement à un autre traducteur, le romain Gregorio Tifernate qui doit travailler sur la seconde partie de l'ouvrage. Cependant, la mort du pape en 1455 interrompt leurs travaux. Le militaire et sénateur vénitien Jacopo Antonio Marcello (1399-1464) commande au seul Guarino l'achèvement de cette traduction. Ce dernier traduit alors la totalité de l'ouvrage, y compris la partie auparavant dévolue à Tifernate. Marcello reçoit son manuscrit parachevé le 13 juillet 1458,. 
Marcello fait faire aussitôt deux copies dont l'une de prestige de ce texte, qui constitue le manuscrit d'Albi, entre 1458 et 1459. Une fois la copie achevée et enluminée, elle est offerte à René d'Anjou, roi de Naples comme l'atteste la dédicace datée du 13 septembre 1459,.

### Un cadeau vénitien à René d'Anjou

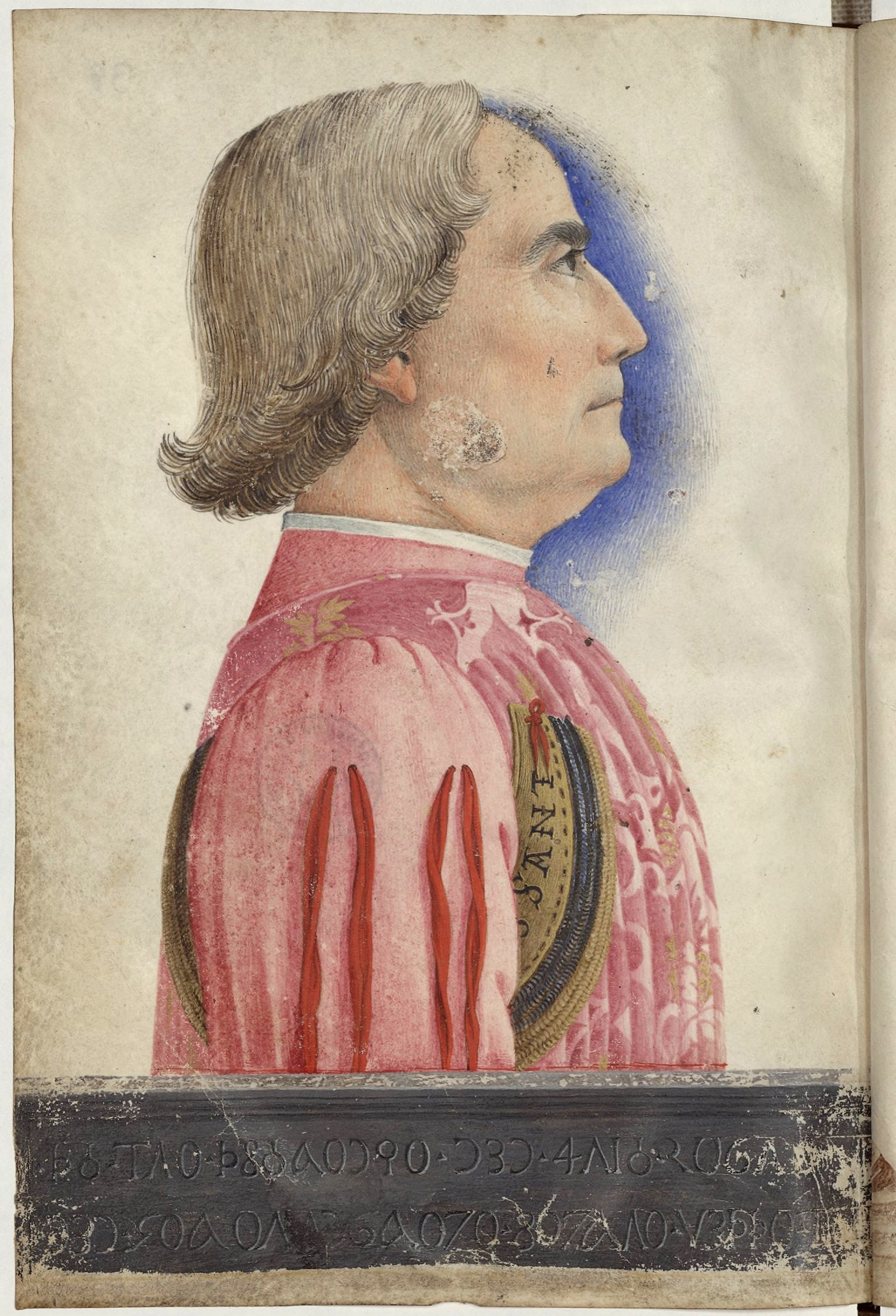
Portrait de Jacopo Antonio Marcello attribué à Giovanni Bellini, Passion de saint Maurice et de ses compagnons, vers 1453.

Le manuscrit d'Albi appartient à un ensemble de livres précieux échangés entre le général vénitien et le prince français. La république de Venise, dont le général est l'un des représentants, a en effet soutenu un temps les prétentions de René d'Anjou à la tête du royaume de Naples. René d'Anjou s'est battu contre Alphonse V d'Aragon pour conquérir le royaume napolitain, la dernière reine Jeanne II de Naples, sans enfant, ayant désigné, l'un après l'autre, les deux princes à sa succession par testament. René d'Anjou combat entre 1438 et 1442 le roi d'Aragon en Italie mais sans succès. En remerciement de son soutien, Marcello est admis au sein de l'ordre de chevalerie du Croissant, créé par René en 1448, en même temps que Francesco Sforza, qui a lui aussi soutenu le prince français. Dès cette période, le général vénitien fait parvenir des ouvrages à René d'Anjou et à sa femme Isabelle de Lorraine. Une véritable amitié intellectuelle se crée ainsi, fondée sur un même goût pour les livres et les auteurs antiques. Une dizaine d'envois d'ouvrages sont recensés au total, tous identifiés grâce à la dédicace présente au début des manuscrits. 
Par un retournement d'alliance, Venise se retrouve finalement allié à Alphonse V d'Aragon, le concurrent et vainqueur de René à Naples, contre les Sforza, arrivés au pouvoir à Milan en 1450. Marcello souhaite maintenir l'alliance avec les Français et conserver de bonnes relations avec René d'Anjou. Il lui fait alors parvenir, en 1453, une Passion de saint Maurice et de ses compagnons, saint protecteur de l'ordre du Croissant, dont une partie des miniatures est déjà attribuée à Giovanni Bellini ou à son père Jacopo. Le militaire vénitien, devenu gouverneur de Padoue peu après, adresse au prince angevin le 1er mars 1457 un autre ouvrage enluminé : une traduction en latin de la Géographie (Cosmographia) de Claude Ptolémée, accompagnée d'une mappemonde, d'une sphère, ainsi que de descriptions et cartes de la Terre sainte. Cet ouvrage est produit par un copiste et un enlumineur de la ville. De situ orbis semble être le dernier manuscrit de cette série d'échanges diplomatiques, interrompue par la mort du fils de Marcello et son départ pour Udine en 1461.

### Destinée

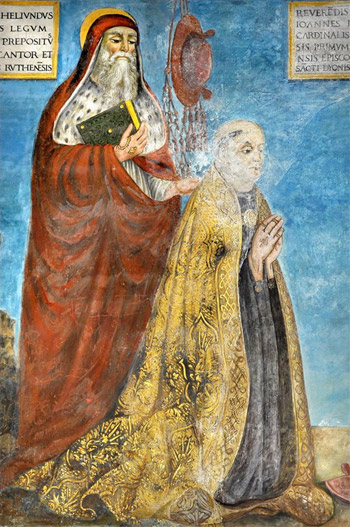
Portrait de Jean Jouffroy dans la cathédrale Sainte-Cécile d'Albi.

Le parcours du manuscrit de Strabon entre les mains de René d'Anjou et après sa mort n'est pas connu avec précision. Le doute subsiste toujours sur la manière dont il est arrivé à Albi. La tradition veut que l'ouvrage soit parvenu dans la cité tarnaise sous l'épiscopat de Louis d'Amboise entre 1474 et 1503. Ce dernier a été conseiller des rois de France et a légué l'ensemble de sa riche bibliothèque à la cathédrale albigeoise. Cependant, il existe aussi des liens étroits entre le manuscrit et l'évêque de la ville précédent, Jean Jouffroy, en fonction entre 1462 et 1473. Ce dernier est en effet un proche du roi René pour lequel il effectue des missions diplomatiques en Italie. C'est un bibliophile qui n'hésite pas à piller les bibliothèques des abbayes dont il est l'abbé commendataire pour y prélever des manuscrits contenant des textes antiques rares et anciens. De plus, il a entretenu des liens avec Guarino de Vérone : il a participé avec lui au concile de Ferrare en 1438, il est présent en Italie lorsque la traduction de Strabon est achevée en 1458 et l'humaniste italien accepte de se charger de l'éducation du neveu du prélat français. Enfin, ce dernier possède une Vita Xenophontis, traduite en latin par le fils de Guarino. L'historien de l'art François Avril a réussi à déterminer qu'un groupe de manuscrits enluminés ayant appartenu à René d'Anjou a été conservé un temps à la bibliothèque du chapitre de la cathédrale d'Albi avant d'être dispersé dans des collections étrangères. Après la Révolution française, les manuscrits de la cathédrale entrent dans les collections de la bibliothèque publique de la ville, d'abord à l'hôtel de Rochegude puis dans le bâtiment actuel de la médiathèque Pierre Amalric,. 
La reliure de l'ouvrage date des années 1900, mais il possédait jusqu'à cette époque encore sa reliure originale du XVe siècle. Celle-ci était décorée de dorures à chaud, l'une des plus anciennes connues en Europe. Cette reliure était cependant très abîmée et son dos avait été refait au XVIIIe siècle. Après le changement de reliure, la couverture originale a été conservée à part, mais elle a depuis été perdue à l'occasion d'un prêt pour étude à la bibliothèque de l'Arsenal à Paris dans les années 1960. Elle n'est plus connue que par un relevé effectué par le relieur du début du XXe siècle.

## Description

### Composition de l'ouvrage et son texte
Le manuscrit contient 389 folios. Le texte en latin contient : 
- la première épître dédicatoire (folio 1 - 2 recto), écrite par Jacopo Antonio Marcello et adressée à René d'Anjou, datée du 13 septembre 1459 ;
- la deuxième épître (f.2r - 3r.), écrite par Guarino de Vérone et adressée au pape Nicolas V, le premier commanditaire du texte ;
- la troisième épître (f.4 verso - 6v.), écrite aussi par Guarino et adressée au second commanditaire, Marcello ;
- le texte des dix-sept livres du De situ orbis de Strabon (f.7v. - 389r.), traduit en latin par Guarino[2].

Le manuscrit autographe de Guarino de Vérone, avec ses annotations, conservé à la bibliothèque bodléienne d'Oxford, permet de reconstituer la formation du texte du manuscrit d'Albi. Contrairement à ce qu'il indique dans sa dédicace, le texte n'a pas été traduit à partir du manuscrit en grec ancien conservé dans les collections du cardinal grec Ruthenus. En effet, les livres I à X ont été traduits à partir d'un autre manuscrit grec appartenant à Cyriaque d'Ancône. Les livres XI à XVII ont été traduits à partir d'un manuscrit aujourd'hui à Moscou. Ces deux manuscrits contiennent des annotations de la main de Guarino. En fait, le manuscrit de Ruthenus ne lui a été envoyé par le bibliothécaire du pape qu'en septembre 1453, soit après le début du travail de Guarino. Ce dernier manuscrit lui a probablement servi à réviser sa traduction. Le manuscrit original d'Oxford contient aussi la deuxième et la troisième épître : elles ne sont pas écrites de la main du traducteur, mais elles ont été corrigées par lui.
Les épîtres préliminaires marquent le rôle diplomatique de l'ouvrage et sont à chaque fois l'occasion de glorifier le destinataire. Dans la lettre de Guarino à Nicolas V, l'auteur compare le pape au Christ qui ressuscite Lazare lorsqu'il commande de traduire le texte de Strabon pour le faire redécouvrir à l'Occident chrétien. Il compare plus loin, dans la même lettre, le texte de Strabon à la Septante, une traduction de la bible hébraïque en grec qui a été ordonnée par le roi d'Égypte Ptolémée II vers 270 avant J.-C. Dans sa lettre à Marcello, Guarino compare ce dernier cette fois-ci à Hercule qui supporte le globe à la place d'Atlas, tout comme le général vénitien a pris le relai du pape dans le soutien à la traduction de la Géographie. Enfin, dans la lettre de Marcello à René d'Anjou, le vénitien indique au prince français tous les autres cadeaux qu'il aurait pu lui faire en lieu et place de ce livre : des oiseaux, des chevaux, des chiens ou des vases précieux, mais selon lui, l'œuvre d'un génie était bien plus appropriée à un seigneur de son rang.

### L'écriture

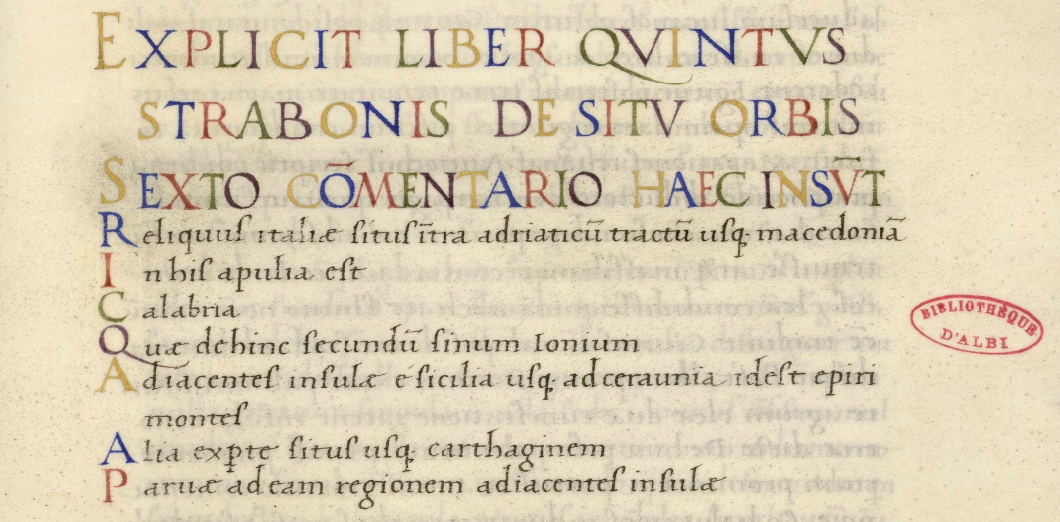
Exemple de texte du manuscrit, à la fin du, f.117r.

L'écriture de l'ouvrage d'Albi est de style humaniste. Le copiste du manuscrit est sans doute en activité entre Padoue et Venise dans les années 1460-1470. Son écriture a été retrouvée dans un groupe de manuscrits dont un ouvrage contenant des textes consolatoires dédicacé à Marcello en 1461, à l'occasion de la mort de son fils, un manuscrit du Tacuinum sanitatis, ou encore des ouvrages destinés aux humanistes et prélats Jean Vitéz et Hermolao Barbaro. Les titres sont écrits en polychromie, rappelant l'écriture d'un copiste humaniste padouan notoire, Bartolomeo Sanvito, actif à la cour du pape dans le dernier tiers du XVe siècle. Ce dernier pourrait avoir été influencé ou formé par le copiste du présent manuscrit.

### Les lettrines
Comme dans les manuscrits de Sanvito, le manuscrit de Strabon contient 23 lettrines à facette, dites aussi prismatiques. Inspirées des capitales romaines, elles sont traitées de manière à donner l'impression d'un relief, placées sur un fond de couleur orné de rinceaux et d'imitations de clous qui permettraient de les fixer à la page. Ce type de lettrine se retrouve dans le manuscrit de la Cosmographie de Ptolémée déjà offert à René d'Anjou en 1457. L'historien de l'art américain Millard Meiss a avancé l'hypothèse qu'il s'agirait d'une œuvre de jeunesse d'Andrea Mantegna, qui s'est intéressé à l'épigraphie antique à cette époque, à tel point que ce type de lettrines a été surnommé litterae mantiniane. Mais cette attribution n'a pas été retenue par les autres historiens. Ce style de lettre existe déjà dans d'autres ouvrages padouans et s'est diffusé un peu partout en Italie à la Renaissance. C'est le cas dans un manuscrit de Sanvito, le Vitae Malchi et Pauli de saint Jérôme,,.

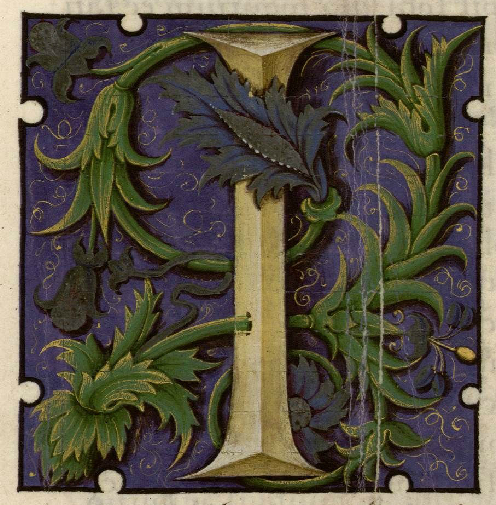
Lettrine I, f.35r.
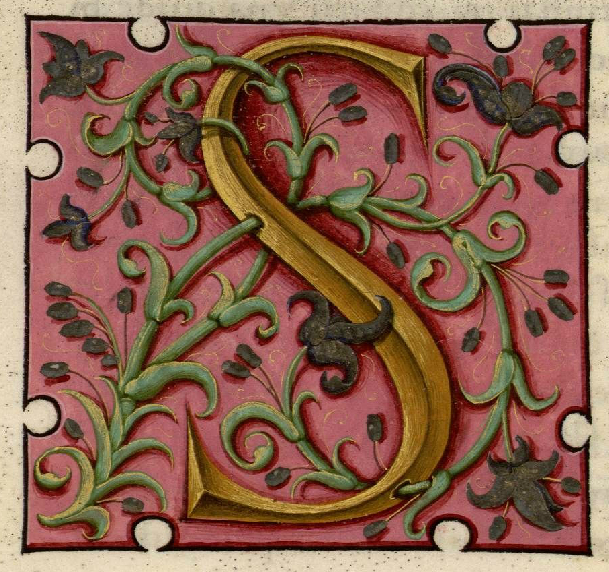
Lettrine S, f.54v.
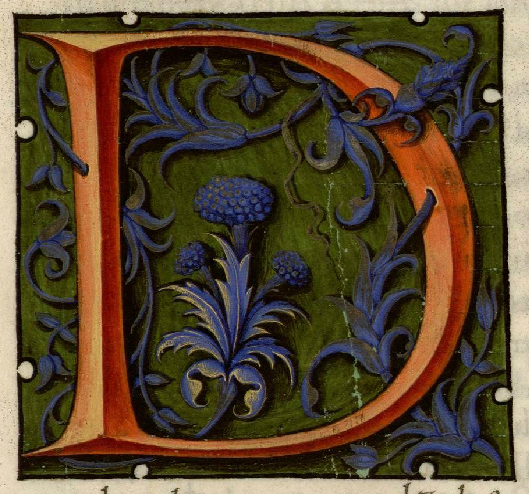
Lettrine D, f.81r.
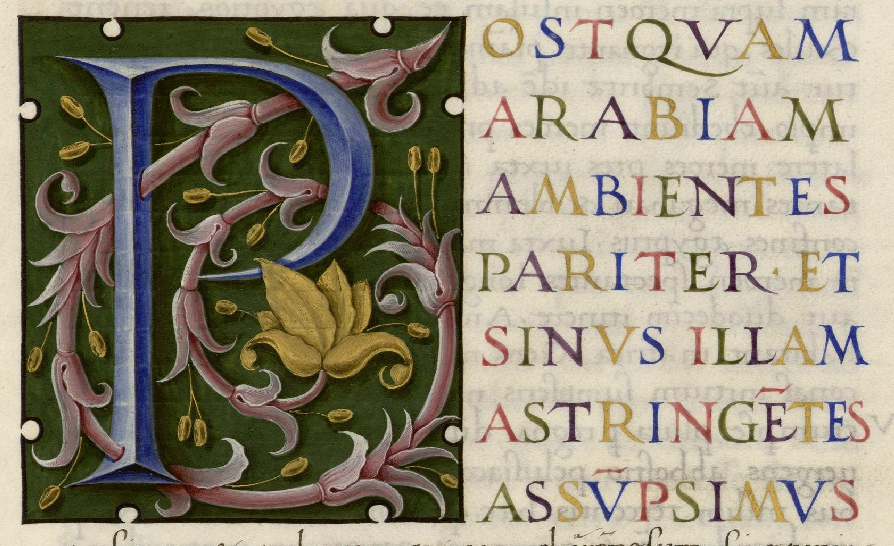
Lettrine P, f.363r.

## Les miniatures

### Description
Le manuscrit est surtout célèbre pour ses deux miniatures en pleine page, situées entre les deuxième et troisième épîtres. La première (f.3v.) représente à droite le traducteur Guarino de Vérone, vêtu d'une grande toge rouge de docteur, donnant son ouvrage au commanditaire, Jacopo Antonio Marcello, placé à gauche, vêtu d'un pourpoint court recouvert d'une cape faite d'un tissu de brocart orange. Le portrait du traducteur est peut-être inspiré d'une médaille de Matteo de' Pasti gravée quelques années plus tôt. Le général vénitien est, quant à lui, représenté âgé, les traits beaucoup plus marqués que sur le portrait de la Passion de saint Maurice. Ces deux personnages sont accompagnés de jeunes hommes. Parmi eux, se trouvent peut-être d'un côté le fils de Marcello, Valerio, et de l'autre, le fils de Guarino, Battista, vêtu d'une toge pourpre, car il est lui aussi professeur. La scène se déroule devant un arc surmonté d'un fronton triangulaire entouré d'un halo bleu. La deuxième miniature (f.4r.) représente Marcello donnant son ouvrage, doté de sa reliure originale, à René d'Anjou. Le premier est agenouillé devant le prince français, qui est assis sur un trône. Celui-ci, inspiré de la sculpture toscane, est décoré d'un bas-relief représentant un lapin et un lion, surmontés de l'inscription latine « clementiae augustae » (« Auguste clémence »). Cette dernière fait référence à la différence de rang entre les deux personnes. Le prince français est coiffé d'un chapeau à bords ronds et chaussé de poulaines. Le paysage à l'arrière-plan est occupé par un palmier et des bâtiments dessinant une perspective régulière,.

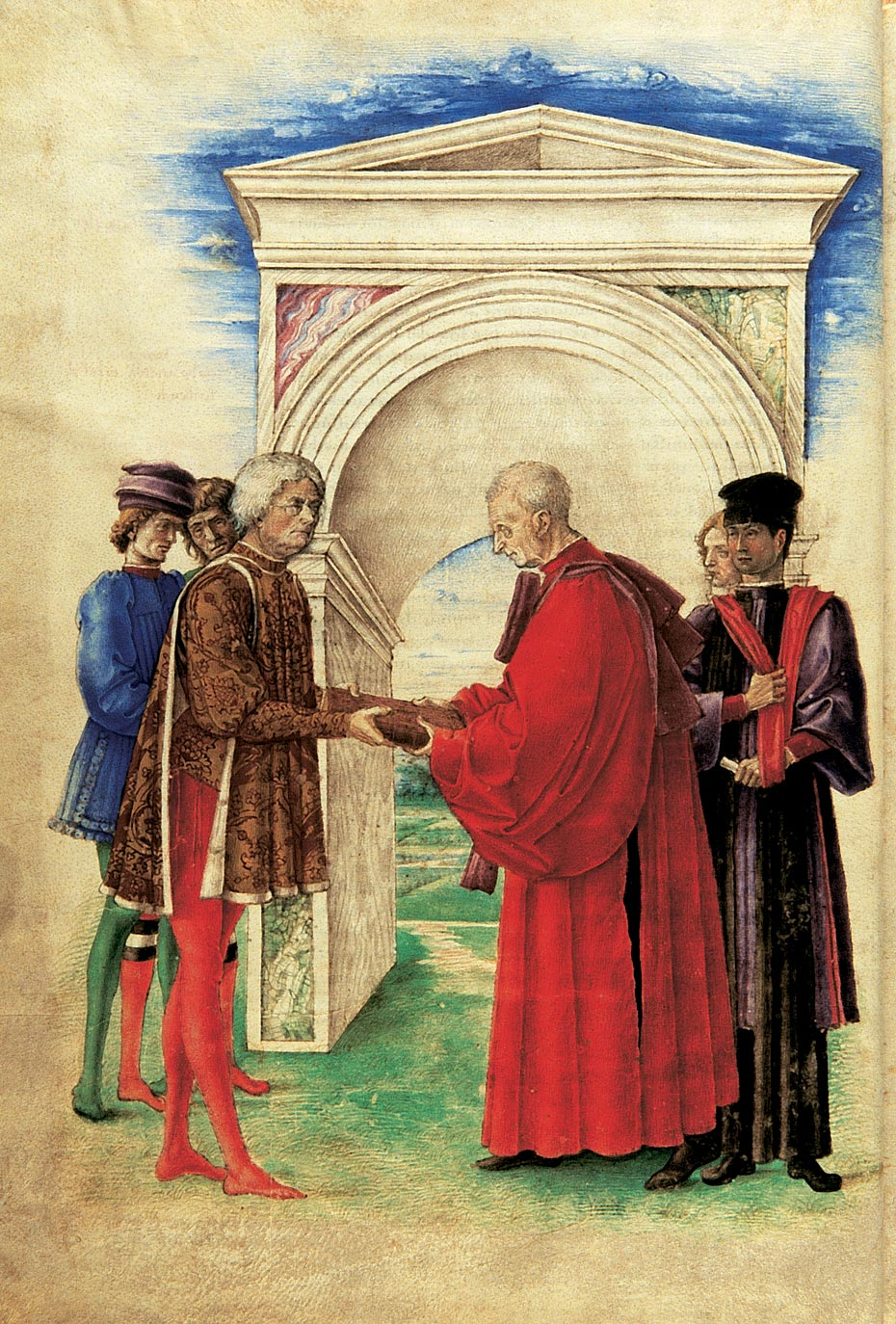
Guarino remettant son ouvrage à Jacopo Antonio Marcello, f.3v.
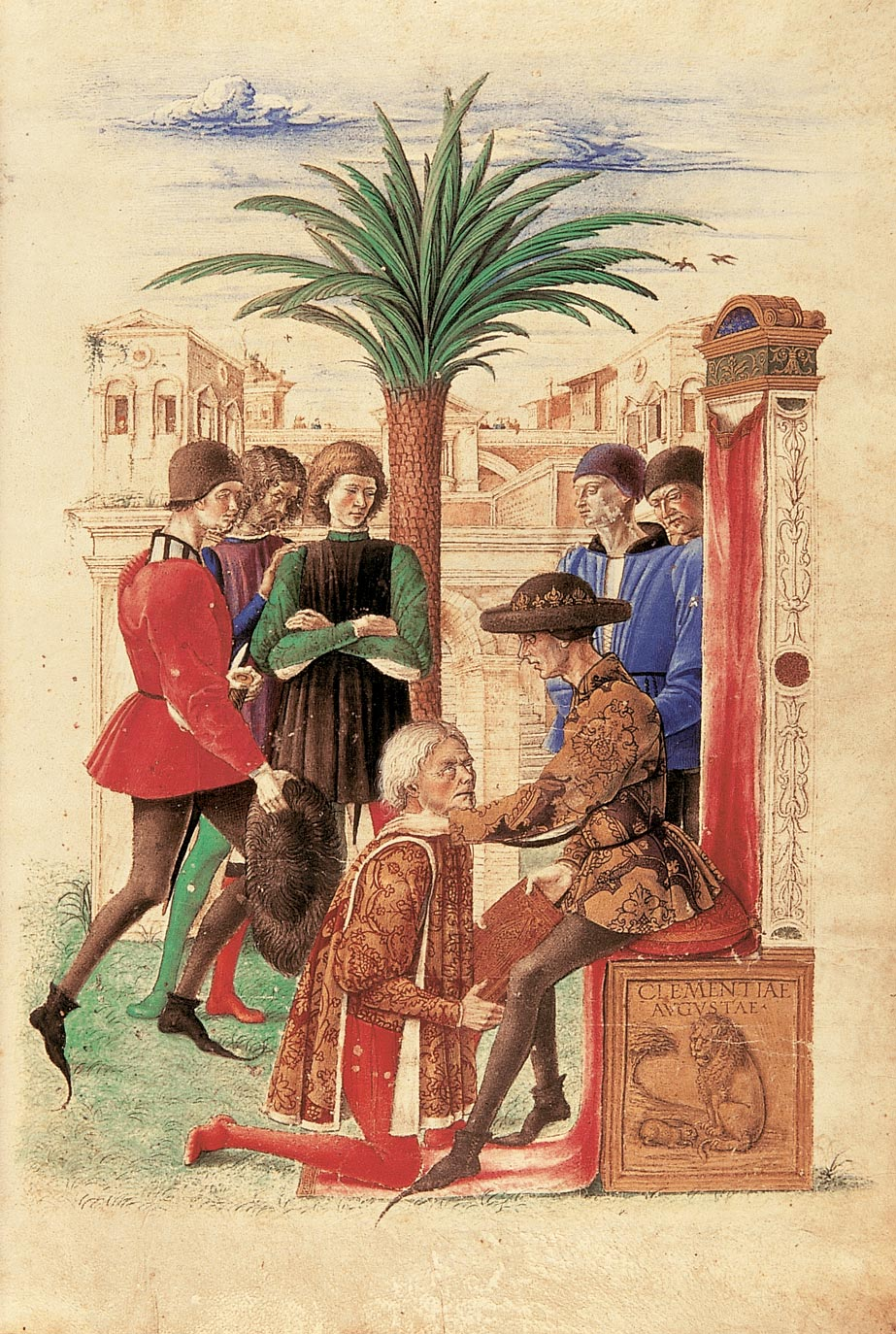
Marcello donnant le manuscrit à René d'Anjou, f.4r.

### Attribution

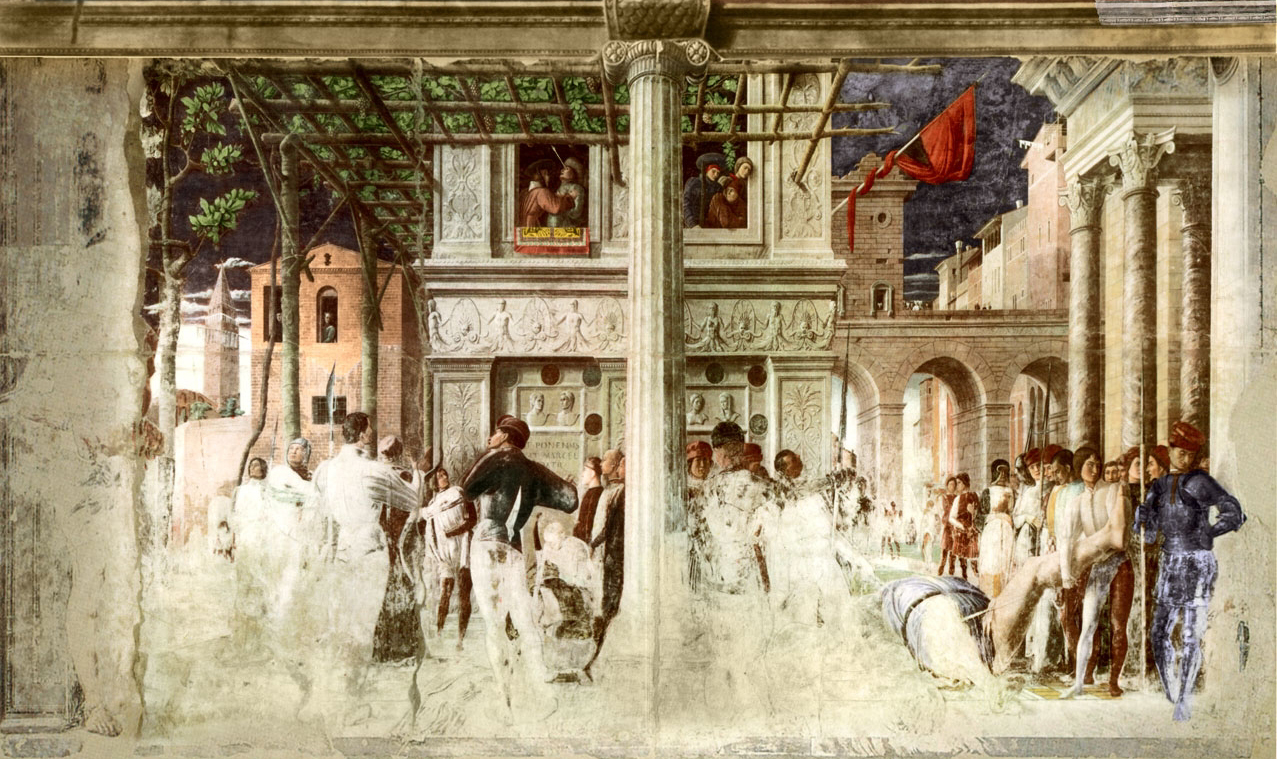
Mantegna, Le Martyre de saint Christophe, chapelle Ovetari, église des érémitiques de Padoue.

La question de l'attribution de ces deux miniatures se pose depuis longtemps. Millard Meiss, dans sa monographie consacrée à Andrea Mantegna en 1957, attribue les deux peintures à ce peintre et plus précisément à un de ses collaborateurs. Il compare ces deux images aux œuvres que le maître Mantegna exécute à la même époque à Padoue : les fresques de la chapelle Ovetari de l'église des érémitiques de Padoue et les panneaux du retable de l'église San Zeno de Vérone. Pour Meiss, ce collaborateur a dans le même temps été influencé par les premières œuvres de jeunesse de son beau-frère, Giovanni Bellini, qui travaille alors sur le retable de la chapelle Gattamelata de la basilique Saint-Antoine. De petits détails viennent rappeler l'œuvre de Mantegna : le palmier de la seconde miniature et l'architecture qui l'environne évoquent la colonne centrale et les bâtiments de la fresque du Martyre de saint Christophe représentée dans la chapelle Ovetari. Des documents viennent selon Meiss corroborer cette hypothèse. Deux lettres, datées du 4 et du 14 mars 1459, de Louis III de Mantoue, protecteur de Mantegna, autorisent ce dernier à rester encore quelque temps au service de Jacopo Antonio Marcello pour achever une « operetta » avant de revenir à Mantoue. Cette « petite œuvre » serait la peinture de ces deux miniatures.

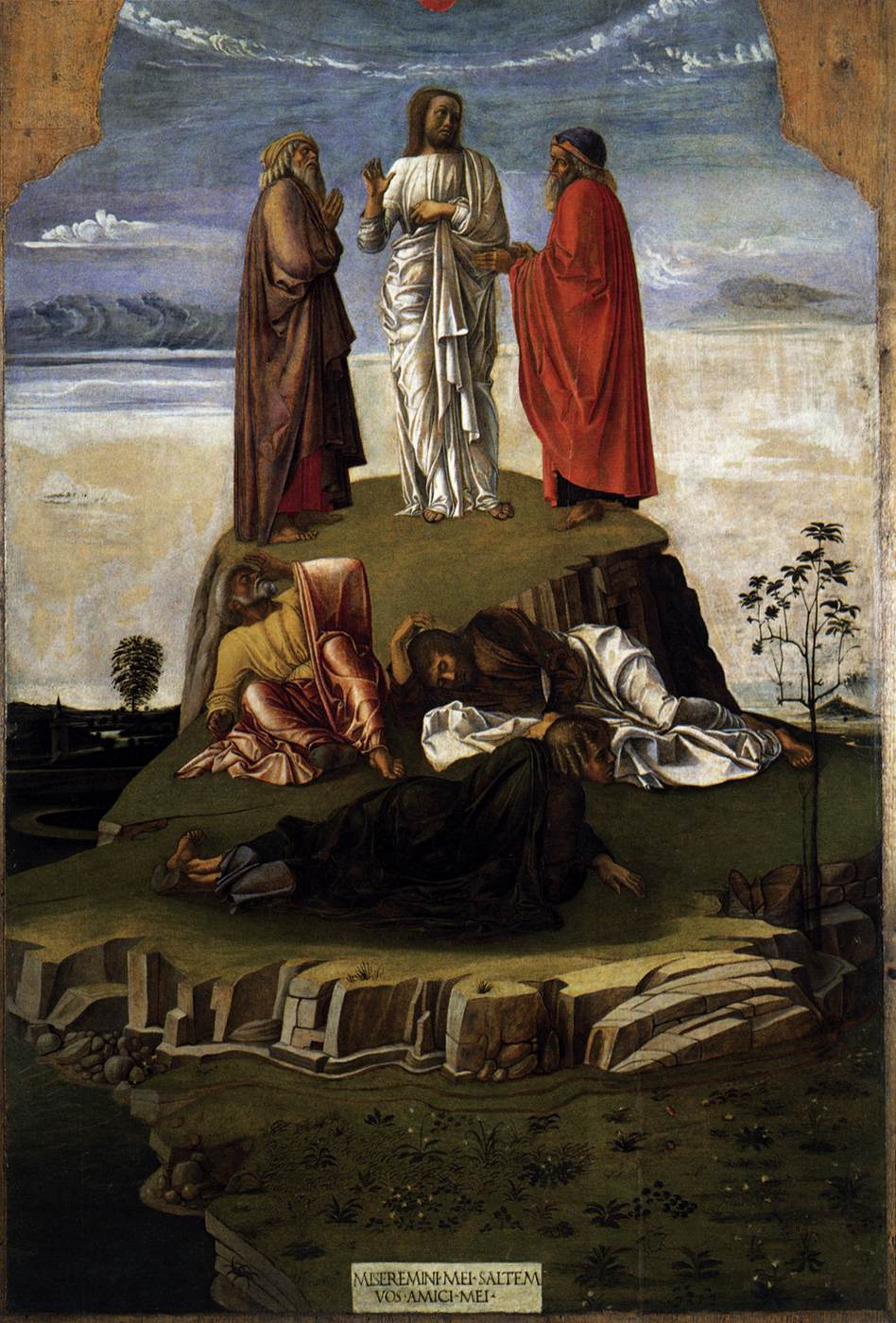
Transfiguration du Christ de Giovanni Bellini, Museo Correr.

Cette attribution à l'atelier de Mantegna ne fait pas l'unanimité. L'operetta citée dans la lettre de Louis de Mantoue a été identifiée depuis à d'autres œuvres, comme tour à tour le Saint Sébastien de Vienne, L'Agonie dans le jardin de Londres ou encore le Saint Georges de Venise. Les miniatures du manuscrit d'Albi ont elles aussi été attribuées à d'autres artistes : les noms de Marco Zoppo et Lauro Padovano, ont été avancés mais sans rencontrer de consensus. 
L'hypothèse de Giovanni Bellini a connu plus de succès,,. À l'époque du manuscrit, ce dernier travaille encore avec son père, Iacopo Bellini, dont il emprunte l'arc présent dans la première miniature. Il est aussi influencé par son beau-frère, Mantegna (qui s'est marié avec sa sœur), à travers des œuvres qui ont déjà été citées. Les miniatures sont sans doute l'œuvre d'un peintre peu habitué à réaliser des peintures pour manuscrits, comme c'est le cas de Giovanni Bellini, ce dont témoignent l'absence de cadre et la perspective rigoureuse. Par ailleurs, selon Luciano Bellosi, certains détails rappellent des œuvres de jeunesse de l'artiste : la pose, les traits et les costumes des personnages rappellent ceux des Trois histoires de Drusienne et de saint Jean l'Évangéliste, une prédelle aujourd'hui conservée au château royal de Berchtesgaden. Les traits et chevelures des jeunes hommes rappellent aussi les personnages de La Transfiguration du Christ aujourd'hui conservée au Museo Correr.

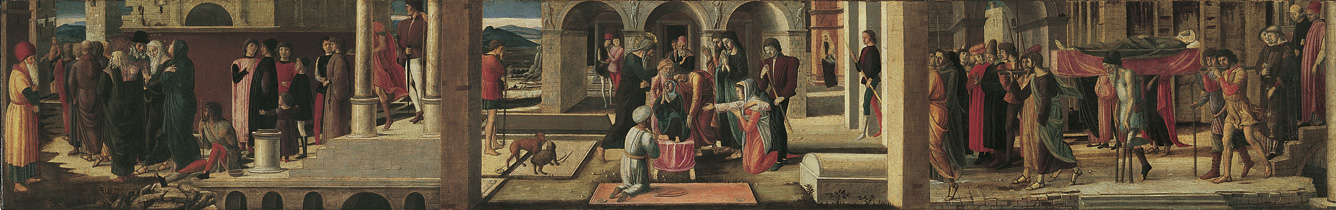
Giovanni Bellini, Trois histoires de Drusienne et de saint Jean l'Évangéliste.

## Influence du manuscrit sur l'enluminure de son époque
Le manuscrit a influencé l'enluminure de son époque à plusieurs points de vue. Ses lettrines se retrouvent dans de nombreux manuscrits par la suite, y compris dans des ouvrages français commandés par René d'Anjou. Les enlumineurs au service de sa cour, et particulièrement le Maître du Boccace de Genève, semblent s'être inspirés des modèles du Strabon pour les recopier dans leurs manuscrits des années 1470-1475. C'est le cas dans les Heures de Philippe de Gueldre, un livre de prières, le Rustican, le Livre des stratagèmes de Frontin, le Pantheologia de Raynerius de Pisis, les Epistolae de saint Augustin ou un Commentaire sur l'épître de saint Paul aux Romains d'Origène,.

Exemples de lettrines inspirées du manuscrit d'Albi
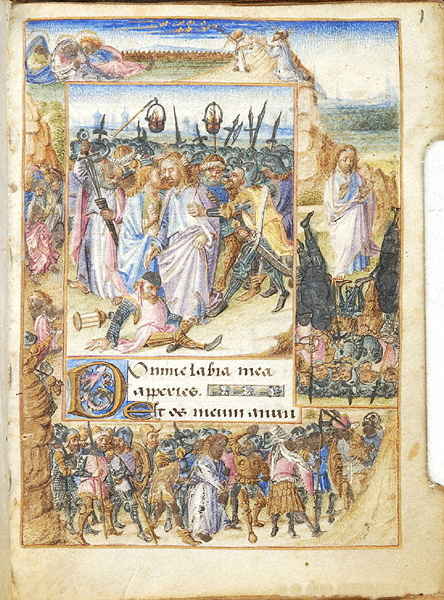
Heures de Philippe de Gueldre, f.1r.
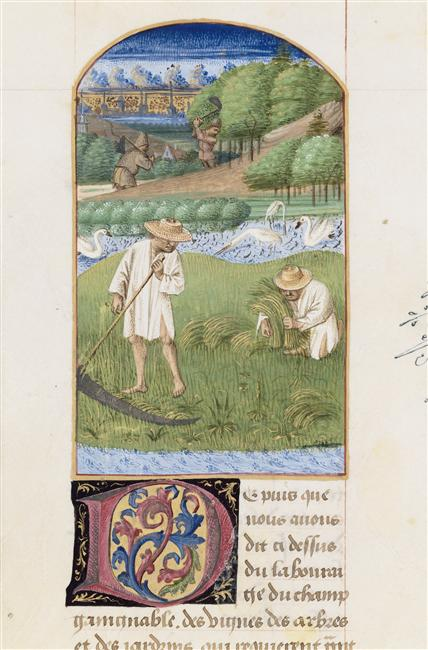
Rustican de Crescenzi, f.203v.
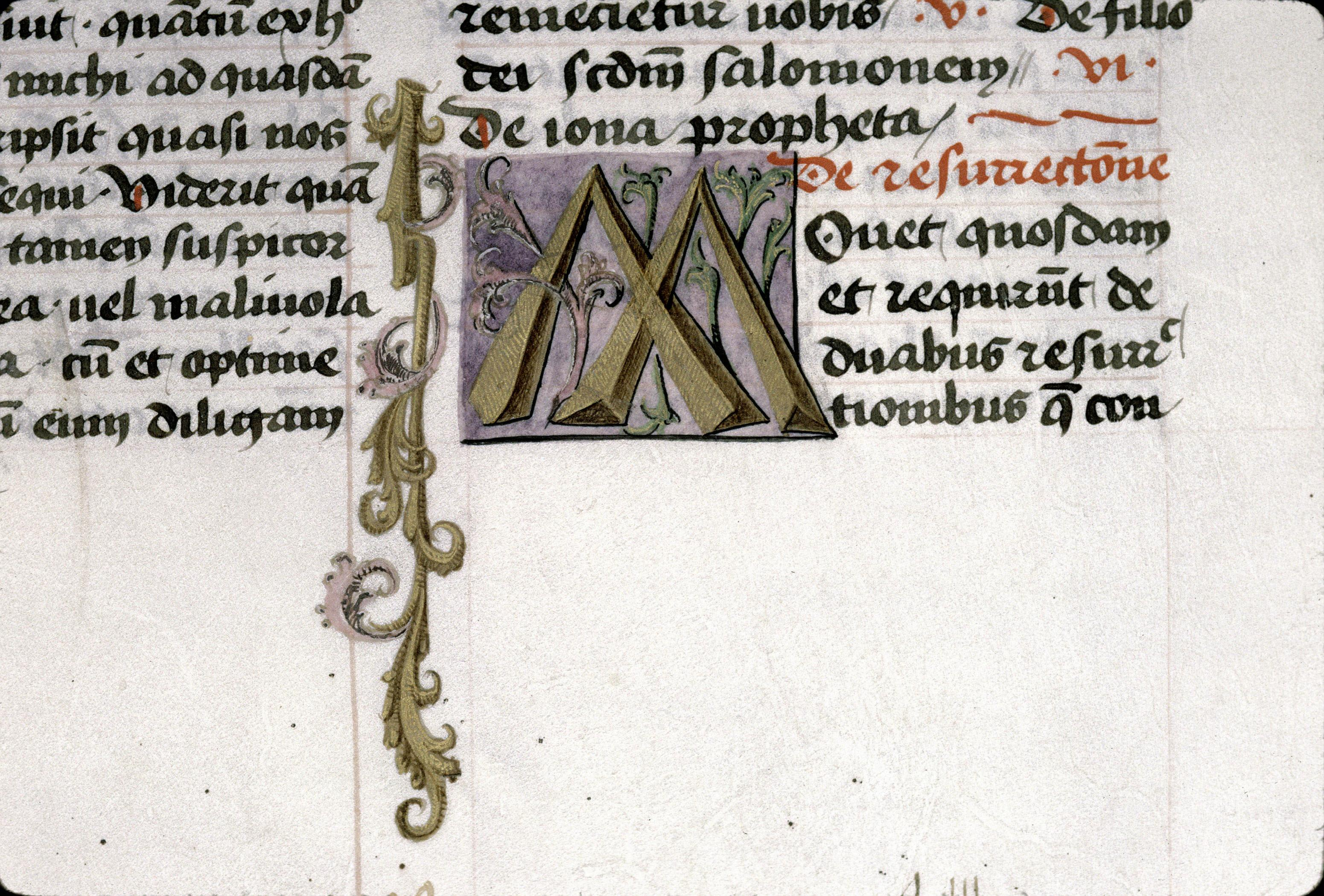
Epistolae de saint Augustin, f.18r.

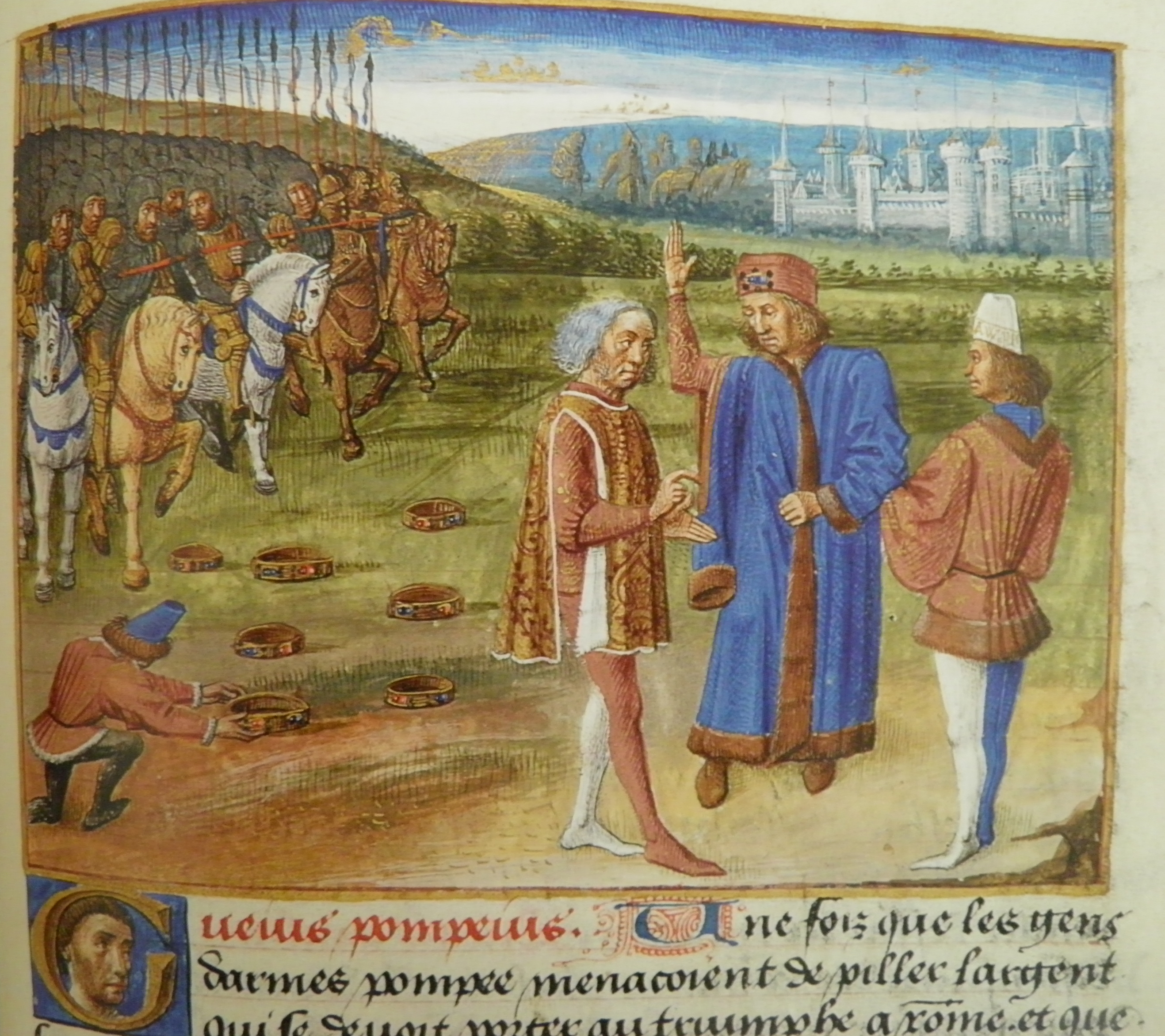
Pompée tenant conseil avec ses lieutenants Servilius et Glaucia, extrait du Livre des stratagèmes, f.115r.

Le Maître du Boccace de Genève s'est aussi inspiré des miniatures du livre d'Albi. Toujours dans le Livre des stratagèmes, un personnage est figuré à la miniature du folio 115 représentant la préparation du triomphe de Pompée. Il reprend exactement la même attitude et le même costume que Marcello sur la première miniature du De situ orbis. Ces miniatures ont aussi peut-être influencé Barthélemy d'Eyck dans certaines compositions et la posture de quelques courtisans des miniatures du Livre des tournois de René d'Anjou (f.3v. et f.11),.